# Jackie 'Butch' Jenkins
Jackie 'Butch' Jenkins (29 de agosto de 1937-14 de agosto de 2001) fue un actor infantil de nacionalidad estadounidense, con una breve carrera cinematográfica en los años 1940.

## Biografía
Su verdadero nombre era Jack Dudley Jenkins; nació en Los Ángeles, California, siendo su madre la actriz Doris Dudley. Jenkins debutó en el cine a los seis años de edad con el film The Human Comedy (1943), tras haber sido descubierto por un cazatalentos de MGM que le vio jugando en una playa de Santa Mónica (California). Su actuación en el film como el hermano pequeño de Mickey Rooney fue aplaudida, y Jenkins fue escogido para actuar en varias películas posteriores.
A Jenkins se le dio el papel protagonista del film de 1946 Boy's Ranch, inspirado en el rancho de Texas que facilitaba hogar y educación a niños desprotegidos. La cinta, producida por MGM, fue pensada como una continuación de Forja de hombres (1936), y estaba coprotagonizada por James Craig, que también trabajaba en la primera película de Jenkins, The Human Comedy, así como en la siguiente, Little Mr. Jim. Otras películas de Jenkins fueron Fuego de juventud (1944), Our Vines Have Tender Grapes (1945), My Brother Talks to Horses (1947), The Bride Goes Wild (1948) Summer Holiday (1948) y Big City (1948), su última actuación para el cine.
Jenkins fue uno de entre los varios y populares actores infantiles de MGM en los primeros años 1940, y fue educado en la escuela de la compañía junto a otros jóvenes contratados por la misma como Elizabeth Taylor, Margaret O'Brien, Claude Jarman Jr. y Darryl Hickman. Se le consideraba un "robaescenas", y destacaba entre las estrellas infantiles del estudio por no ser convencionalmente "lindo", con sus pecas, dientes separados y el cabello despeinado. En 1946 los empresarios de las salas de cine le votaron como la segunda estrella más prometedora.
Jenkins se retiró de la actuación a los once años de edad, tras desarrollar un tartamudeo. 'Butch' Jenkins consolidó una vida alejada del mundo del espectáculo, y vivió durante muchos años en Texas, falleciendo el 14 de agosto de 2001, a los 63 años de edad, en Asheville, Carolina del Norte.